# Alfredo Cospito
Alfredo Cospito (nascido em 1967) é um anarquista italiano. Ele foi condenado a 10 anos de prisão por um atentado contra o presidente da empresa de energia nuclear italiana Ansaldo Nucleare em 2012 e, posteriormente, à prisão perpétua sem liberdade condicional por bombardear um quartel dos Carabinieri . Em 2022, Cospito foi colocado no regime prisional 41-bis, que envolve confinamento solitário por 22 horas todos os dias. Em protesto, ele iniciou uma greve de fome contínua em outubro de 2022, e houve manifestações internacionalmente em apoio. Em fevereiro, a Suprema Corte de Cassação italiana rejeitou o recurso do advogado de Cospito contra sua colocação no sistema 41-bis.
Em junho de 2023 Tribunal Penal de Turim anulou a condenação a prisão perpétua, comutando-a por 23 anos de prisão.

## Biografia
Cospito nasceu em Pescara em 1967. Ele se recusou a continuar o serviço militar após ser recrutado aos vinte anos e foi condenado por deserção, então perdoado por Francesco Cossiga, presidente da Itália, após fazer greve de fome por um mês. No início da década de 1990, esteve envolvido em ações de ocupação em Bolonha, Pescara e Lago Maggiore, sendo preso pela tentativa de fazer um centro social autogerido em uma fábrica abandonada em Pescara. Ele se mudou para Torino e conheceu sua esposa; juntos, eles administravam uma loja de tatuagens.

## Atentado contra Adinolfi
Em 7 de maio de 2012, Cospito e seu cúmplice, Nicola Gai, foram de moto até a casa de Roberto Adinolfi, executivo da empresa de energia nuclear italiana Ansaldo Nucleare . A dupla atirou três vezes na perna de Adinolfi, fraturando seu joelho, ecoando uma tática usada anteriormente pelas Brigadas Vermelhas. Uma carta enviada ao jornal Corriere della Sera assumiu a responsabilidade pelo tiroteio em nome do Núcleo Olga da Federação Anarquista Informal (em italiano: Federazione Anarchica Informale, FAI). Nas primeiras horas da manhã de 14 de setembro de 2012, Cospito foi preso com Gai em Torino. Ele foi considerado culpado e condenado a dez anos e oito meses. Nicola Gai foi liberto em 2020.

## Tentativa de bombardeio à academia dos Carabinieri

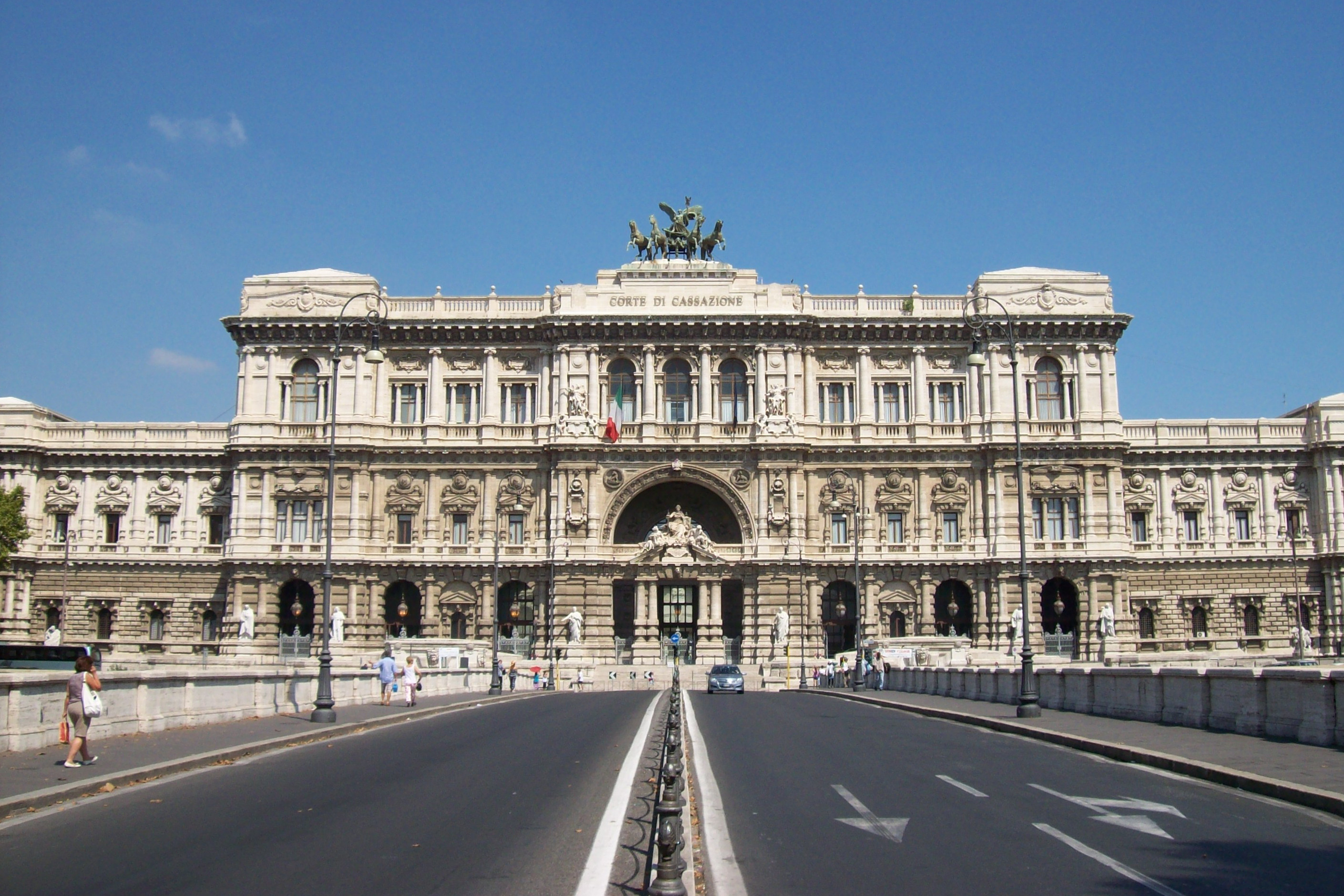
O Supremo Tribunal de Cassação em Roma

Enquanto cumpria sua sentença, Cospito recebeu uma pena adicional de 20 anos pelo atentado a bomba em 2006 contra um quartel de cadetes Carabinieri perto de Turim. Sua parceira Anna Beniamino também foi condenada, recebendo uma sentença de 16 anos e meio. O bombardeio foi planejado com uma técnica de armadilha, com dois artefatos explosivos: um menor para atrair cadetes, e um segundo com um potencial muito maior (500 gramas de pólvora negra, juntamente com parafusos, parafusos e pedras ) programado para explodir 15 minutos depois, para matá-los. O tribunal concluiu que apenas por acaso as duas explosões não resultaram em vítimas.
A Suprema Corte de Cassação mudou a sentença para "massacre político", elevando-a de 20 anos de prisão para prisão perpétua sem liberdade condicional porque, embora ninguém tenha sido morto no ataque, a bomba poderia ferir pessoas. A FAI declarou que foi um ataque contra "a infame República Italiana e o igualmente infame aniversário dos Carabinieri. Atingimos a escola Carabinieri de Fossano para fazê-los entender desde cedo a admiração que sua carreira militar criminosa provoca em nós, os explorados."

## 41-bis e greve de fome
Cospito foi transferido para o restritivo regime prisional 41-bis na prisão Bancali em Sassari por ordem da então Ministra da Justiça Marta Cartabia em maio de 2022. Este regime foi criado para impedir que os chefes da máfia se comunicassem com suas organizações, e mais tarde foi ampliado para incluir "associações mafiosas, criminosas, terroristas ou subversivas"; envolve confinamento solitário por 22 horas todos os dias, com visitas limitadas a uma hora por mês. O acesso aos programas de reabilitação é severamente limitado, tanto quanto necessário para impedir a comunicação com a organização criminosa à qual o preso pertence. Cospito comentou "Além da prisão perpétua, visto que da prisão continuei a escrever e colaborar com a imprensa anarquista, decidiram calar minha boca para sempre com o 41-bis".
Em 20 de outubro de 2022, Cospito iniciou uma greve de fome contra as condições do regime de 41 bis, perdendo quase 50 kg em 9 de fevereiro. Mais de 200 advogados criminais e juristas assinaram uma petição condenando o tratamento judicial de Cospito. Em protesto, grupos anarquistas realizaram manifestações em Bolonha, Turim e Roma. Um grupo anarquista grego chamado Revenge Cell Carlo Giuliani bombardeou o carro de um diplomata. Também houve ataques a escritórios diplomáticos italianos na Argentina, Bolívia, Alemanha, Grécia, Portugal, Espanha e Suíça. Em resposta, o chanceler italiano, Antonio Tajani, afirmou que uma rede anarquista internacional estava realizando um "ataque contra a Itália, contra as instituições italianas", enquanto o ministro do Interior, Matteo Piantedosi, repetiu a necessidade do regime 41-bis. Beniamino, encarcerado na prisão de Rebibbia, em Roma, iniciou uma greve de fome em solidariedade a Cospito e parou após 37 dias, dizendo que o foco deveria estar nele.
Um escândalo político se desenvolveu quando Giovanni Donzelli, coordenador do partido governista Irmãos da Itália, anunciou na Câmara dos Deputados que Cospito estava sendo manipulado por mafiosos encarcerados e criticou membros do Partido Democrata por se encontrarem com ele. Donzelli havia vazado ilegalmente um vídeo de Cospito na prisão. O Partido Democrata pediu a renúncia de ambos, e Giorgia Meloni ( primeira-ministra e líder dos Irmãos da Itália) pediu calma. O tribunal de vigilância em Roma rejeitou o recurso de Cospito contra suas condições de prisão e a Anistia Internacional fez um apelo em nome dos direitos humanos de Cospito. A Suprema Corte de Cassação marcou uma data para ouvir seu recurso contra o regime 41-bis em 20 de abril de 2023, depois adiou para 24 de fevereiro, quando o médico e o advogado de Cospito observaram que ele estaria morto em abril. No final de janeiro, Cospito foi transferido da Sardenha para a Prisão Opera, em Milão, devido à deterioração de sua saúde. Em fevereiro, o ministro da Justiça, Carlo Nordio, disse que recusou o recurso do advogado de Cospito. O Tribunal de Cassação rejeitou o recurso de Cospito contra a imposição do 41-bis. O Comitê Nacional de Bioética disse que continuaria a considerar se Cospito poderia recusar o tratamento. Depois que seu recurso foi rejeitado, Cospito foi devolvido do hospital San Paolo para a UTI da prisão Opera, onde declarou sua intenção de parar de tomar suplementos alimentares. Durante um anúncio dos advogados de Cospito de que planejavam apelar ao Tribunal Europeu de Direitos Humanos, eles publicaram uma carta de Cospito na qual ele proclamava sua disposição de morrer para "deixar o mundo saber o que o 41 bis realmente é".